# Megachernes grandis
Megachernes grandis es una especie de arácnido  del orden Pseudoscorpionida de la familia Chernetidae.

## Distribución geográfica
Se encuentra en Indonesia, Filipinas y Malasia.